# Cerithiopsis subgloriosa
Cerithiopsis subgloriosa är en snäckart som beskrevs av Baker, Hanna och Strong 1938. Cerithiopsis subgloriosa ingår i släktet Cerithiopsis och familjen Cerithiopsidae. Inga underarter finns listade i Catalogue of Life.